# Confine tra Armenia e Turchia

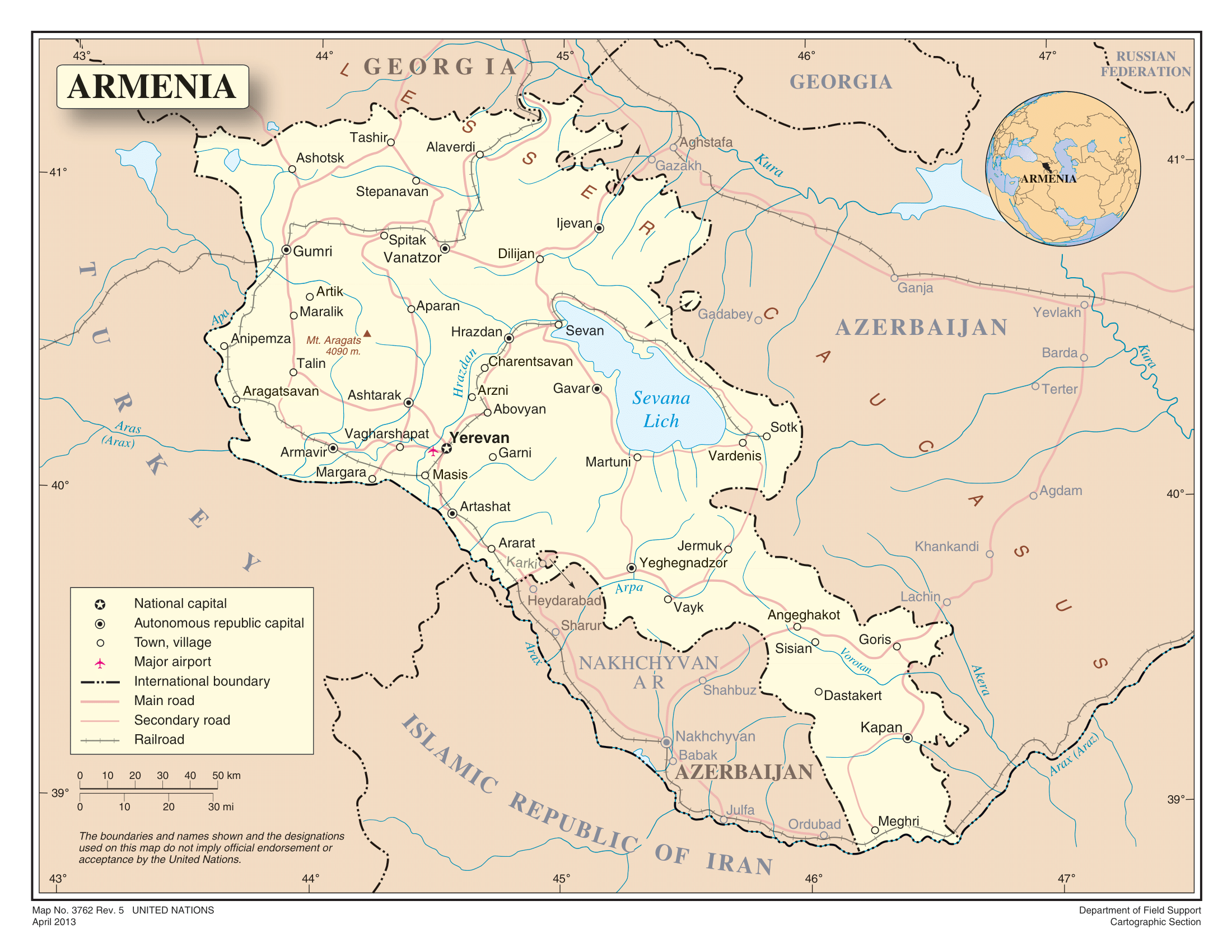
Mappa dell'Armenia, con la Turchia a ovest

Il confine tra Armenia e Turchia (in armeno Հայաստան–Թուրքիա սահման?, in turco Ermenistan–Türkiye sınırı) è lungo 311 km e parte dalla triplice frontiera con la Georgia a nord fino alla triplice frontiera con l'Azerbaigian a sud.

## Geografia
Il confine inizia a nord alla triplice frontiera con la Georgia, poco più a ovest del Lago Arpi e procede verso sud attraverso una serie di linee irregolari attraverso gli altopiani armeni. Una volta raggiunto il fiume Akhurian, segue quest'ultimo verso sud fino alla confluenza con il fiume Aras, seguendone il corso verso est e poi sud-est, fino alla triplice frontiera con la Repubblica Autonoma di Naxçıvan, in Azerbaigian. Le antiche rovine di Ani si trovano direttamente adiacenti al confine sul lato turco.

## Storia

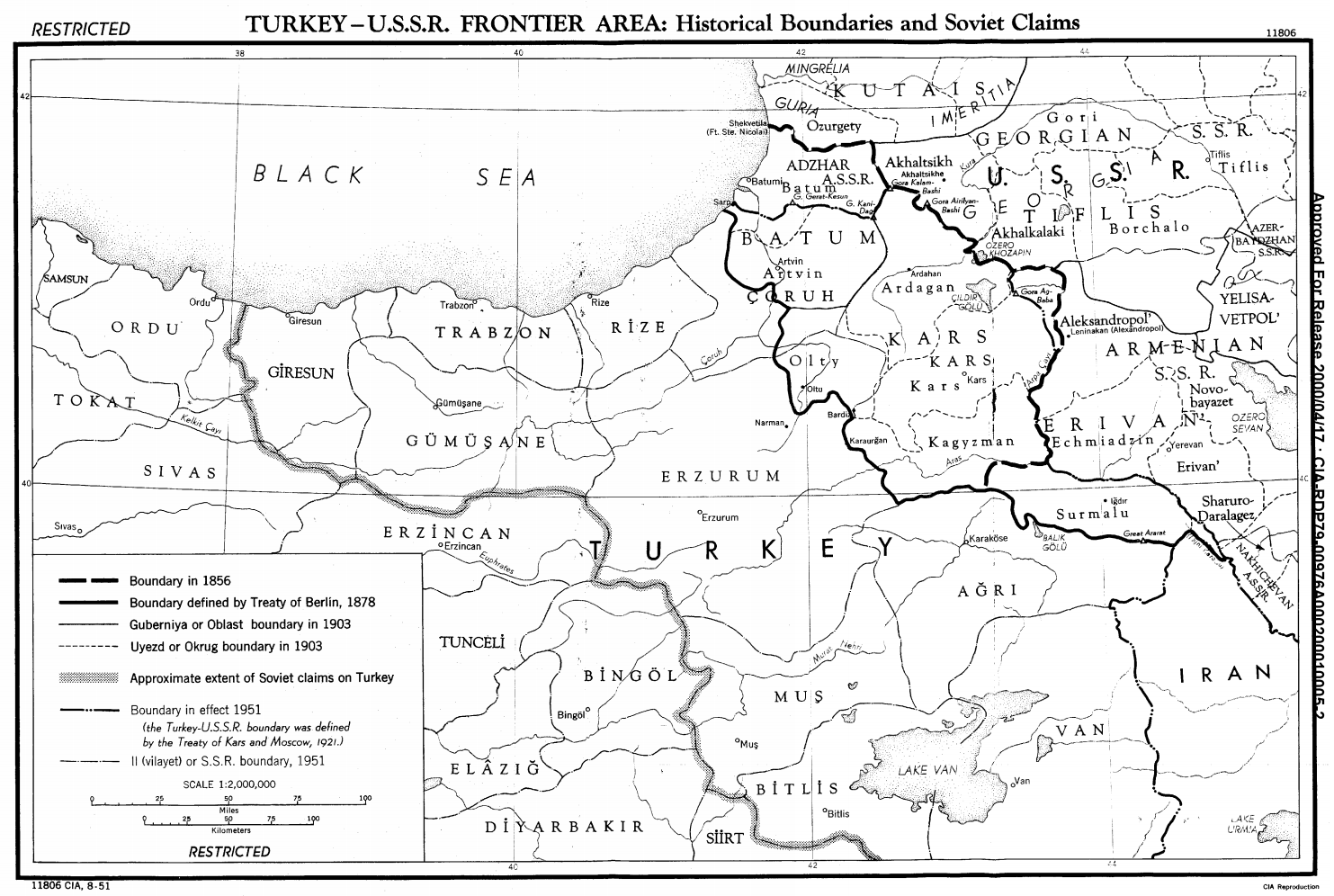
Mappa dello spostamento del confine tra Russia e Impero Ottomano nel XIX secolo

Durante il XIX secolo la regione del Caucaso fu contesa tra l'Impero ottomano in declino, la Persia e la Russia, che si stava espandendo verso sud. La Russia aveva conquistato la maggior parte delle terre caucasiche della Persia nel 1828, compresa l'attuale Armenia (chiamata Armenia orientale), e poi rivolse le proprie mire all'Impero ottomano. Con il Trattato di Adrianopoli del 1829, che pose fine alla guerra russo-turca del 1828-1829, la Russia ottenne la maggior parte dell'attuale Georgia e gli ottomani riconobbero la sovranità russa sull'Armenia orientale.
Con la Pace di Santo Stefano, che pose fine alla guerra russo-turca (1877-1878), la Russia ottenne considerevoli territori in quella che oggi è la Turchia orientale (chiamata Armenia occidentale), estendendo la frontiera ottomano-russa a sud-ovest. Le conquiste della Russia di Batumi, Kars e Ardahan furono confermate dal Trattato di Berlino (1878), anche se fu poi costretta a restituire parte dell'area intorno a Bayazid (l'attuale Doğubayazıt) e la valle di Eleşkirt.
Durante la prima guerra mondiale la Russia invase le aree orientali dell'Impero ottomano. Nel caos che seguì la rivoluzione russa del 1917, il nuovo governo comunista cercò frettolosamente di porre fine al suo coinvolgimento nella guerra e firmò nel 1918 il trattato di Brest-Litovsk con la Germania e l'Impero ottomano. Con tale trattato, la Russia restituì le aree acquisite dai precedenti trattati di Santo Stefano e di Berlino.
Cercando di ottenere l'indipendenza da entrambi gli imperi, i popoli del Caucaso meridionale dichiararono la Repubblica Federativa Democratica Transcaucasica nel 1918 e avviarono colloqui di pace con gli ottomani. Disaccordi interni portarono la Georgia a lasciare la federazione nel maggio 1918, seguita poco dopo da Armenia e Azerbaigian. Con gli ottomani che avevano invaso il Caucaso e guadagnato rapidamente terreno, le tre nuove repubbliche furono costrette a firmare il Trattato di Batumi il 4 giugno 1918, con il quale riconoscevano il confine antecedente al 1878. L'Armenia, in particolare, stava vacillando per le conseguenze del genocidio armeno guidato dagli ottomani, che portò un gran numero di rifugiati a fuggire dall'Armenia occidentale.
Con l'Impero ottomano sconfitto in Europa e in Arabia, le potenze alleate pianificarono di dividerlo tramite il Trattato di Sèvres del 1920. Il trattato riconosceva l'indipendenza georgiana e armena, concedendo a entrambe le vaste terre nella Turchia orientale (nel caso dell'Armenia questa è stata soprannominata "Armenia wilsoniana'', dal nome del presidente degli Stati Uniti Woodrow Wilson), con un confine esteso tra Armenia e Georgia da decidere in un secondo momento. I nazionalisti turchi, indignati per il trattato, contribuirono allo scoppio della guerra d'indipendenza turca; il successo turco in questo conflitto rese il trattato di Sèvres obsoleto. Le conquiste ottomane in Armenia furono consolidate dal Trattato di Alessandropoli del 1920.
Nel 1920 l'Armata Rossa russa invase l'Azerbaigian e l'Armenia, ponendo fine all'indipendenza di entrambe, seguite poco dopo dalla Georgia. Per evitare una guerra russo-turca su larga scala, le due nazioni firmarono il Trattato di Mosca nel marzo 1921, che creò un confine sovietico-ottomano modificato. Tuttavia, ulteriori combattimenti ebbero luogo sul terreno e le trattative si bloccarono; le disposizioni del trattato furono successivamente confermate dal Trattato di Kars dell'ottobre 1921, definendo ciò che è l'odierno confine tra Armenia e Turchia nella sua posizione attuale. Il confine fu poi delimitato sul terreno tra marzo 1925 e luglio 1926 da una Commissione turca. L'indipendenza della Turchia fu riconosciuta dal Trattato di Losanna del 1923.

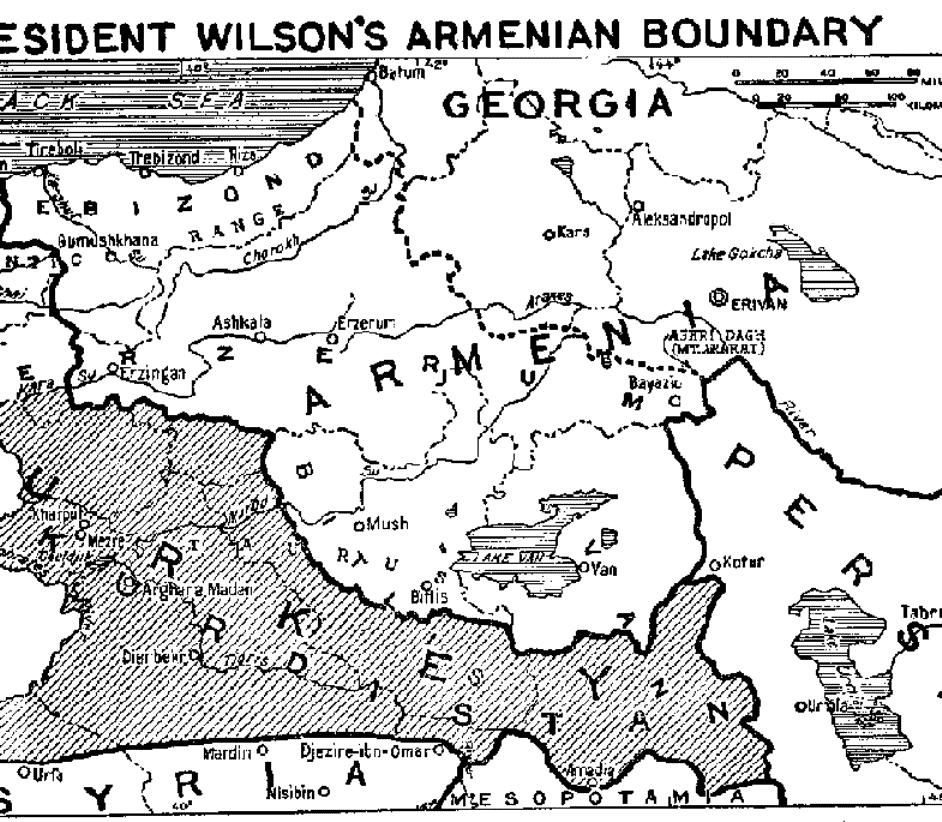
Mappa dell'Armenia wilsoniana

L'Armenia fu inizialmente incorporata insieme all'Azerbaigian nella RSFS transcaucasica all'interno dell'URSS, prima di essere scissa come Repubblica Socialista Sovietica Armena nel 1936. Il confine tracciato dal Trattato di Kars rimase intatto, nonostante si presentassero occasionali proteste sovietiche che ne chiedevano la revisione, in particolare nel 1945. La Turchia, sostenuta dagli Stati Uniti, si rifiutò di discuterne, e i sovietici, cercando di migliorare le relazioni con il loro vicini meridionali, abbandonarono la questione.
In seguito al crollo dell'URSS nel 1991, l'Armenia ottenne l'indipendenza ed ereditò la sua sezione di confine turco-sovietico. Sebbene la Turchia avesse riconosciuto l'indipendenza dell'Armenia, le relazioni tra i due paesi si inasprirono quasi immediatamente e il confine venne chiuso: la Turchia si oppose alle rivendicazioni irredentiste alla Turchia orientale da parte dei nazionalisti armeni che sostenevano un'"Armenia Unita", così come il riconoscimento internazionale del genocidio armeno. La Turchia sostenne anche il suo stretto alleato, l'Azerbaigian, nella prima guerra del Nagorno Karabakh, interrompendo le sue relazioni commerciali e diplomatiche con l'Armenia e chiudendo unilateralmente i suoi confini terrestri dal 1993.
Le relazioni si sono leggermente scongelate negli anni 2000, portando alla firma dei Protocolli di Zurigo nel 2009, in cui si prevedeva l'apertura del confine. I colloqui però sono falliti e il confine rimane chiuso.

## Attraversamento del confine
Fino al 1993 c'erano tre valichi lungo tutto il confine, due per il traffico veicolare e uno per il traffico veicolare e ferroviario; tuttavia sono tutti chiusi.
Nel luglio del 2022, con un comunicato del Ministero degli Esteri turco, è stato annunciato che i due Paesi hanno in programma di consentire nuovamente l'attraversamento del confine, anche se solo ai cittadini di Paesi terzi. Non sono state comunicate né la data di tale riapertura, né la denominazione del/dei posto/i che si prevede di riaprire.
| Frontiera turca | Provincia | Frontiera armena | Provincia | Apertura                          | Strada in Turchia | Strada in Armenia | Status |
| --------------- | --------- | ---------------- | --------- | --------------------------------- | ----------------- | ----------------- | ------ |
| Akyaka          | Kars      | Akhurik          | Shirak    | 4 settembre 1953 - 11 luglio 1993 |                   |                   | Chiusa |
| Alican          | Iğdır     | Margara          | Armavir   | 1993                              |                   |                   | Chiusa |

## Insediamenti vicino al confine

### Armenia
- Amasia (Armavir)
- Byurakn
- Gyumri
- Akhurik
- Haykadzor
- Anipemza
- Tlik
- Getap
- Aragatsavan
- Bagaran
- Vanand
- Yervandashat
- Armavir
- Nalbandyan
- Verin Nedzhirlu
- Janfida
- Pshatavan
- Margara
- Ranchpar
- Masis
- Mkhchyan
- Artashat
- Lusarat
- Yeghegnavan
- Ararat (città)
- Aygavan
- Ararat (comune)

### Turchia
- Duruyol
- Akyaka
- Kars
- Kocaköy
- Tuzluca
- Iğdır
- Karakoyunlu
- Alican
- Taşburun
- Aralık

## Galleria d'immagini

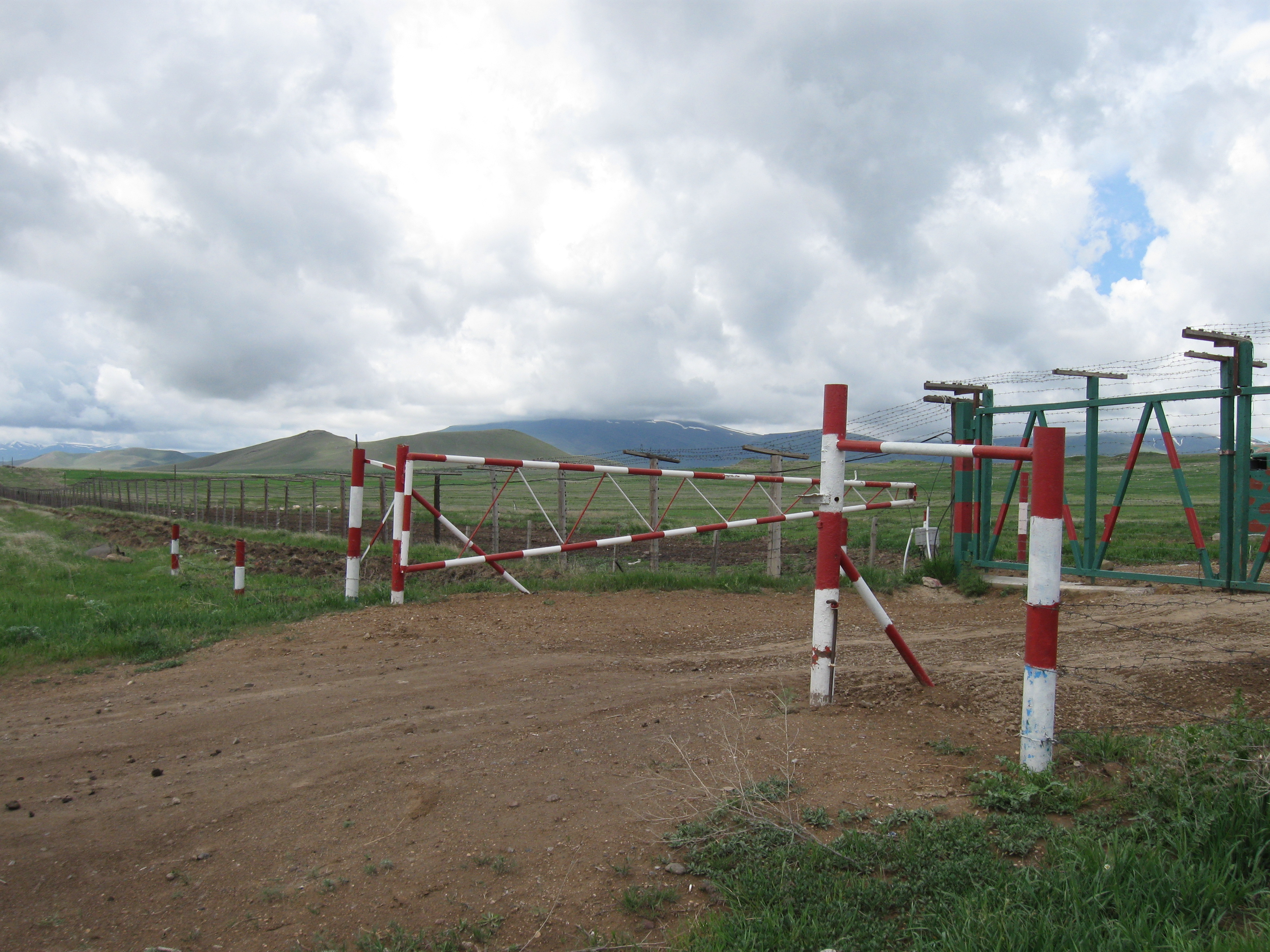
Confine recintato vicino Ani
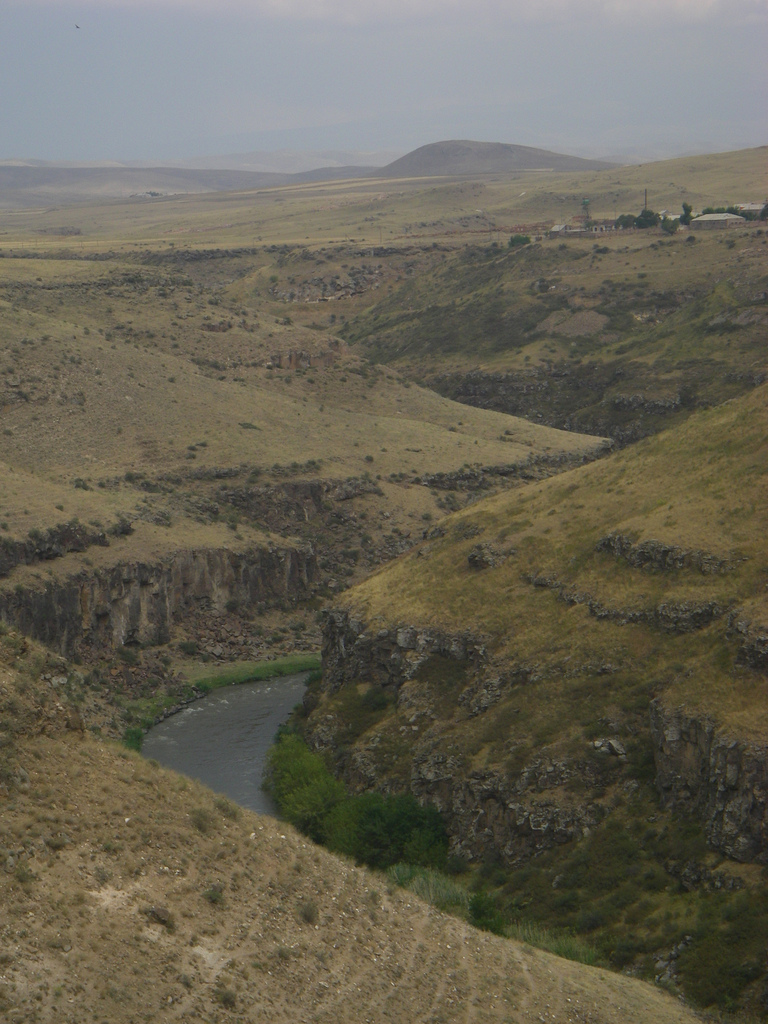
Il confine lungo il fiume Arkhurian
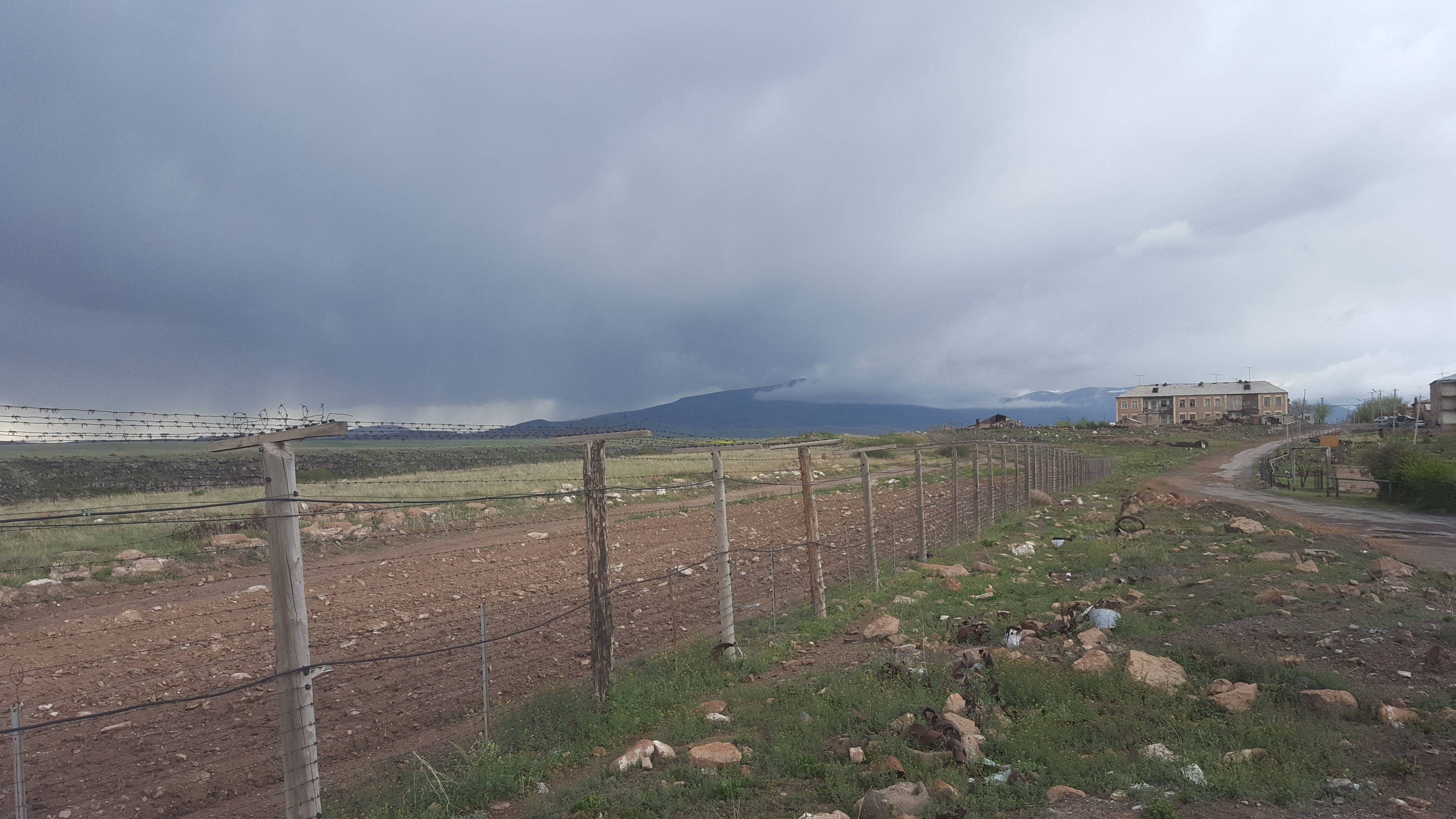
Confine recintato vicino a Yereruyk
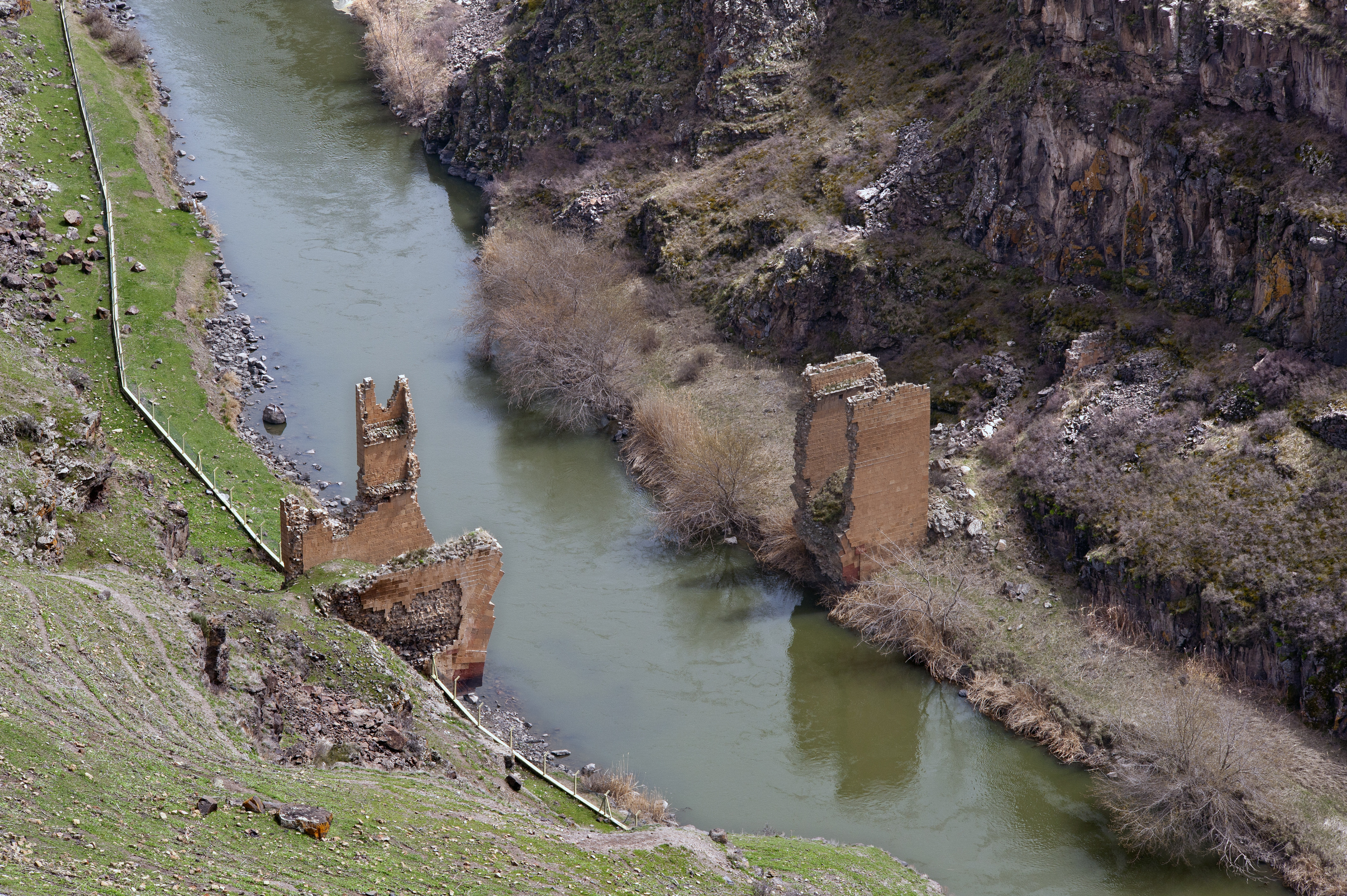
Ponte distrutto sul fiume Arkhurian
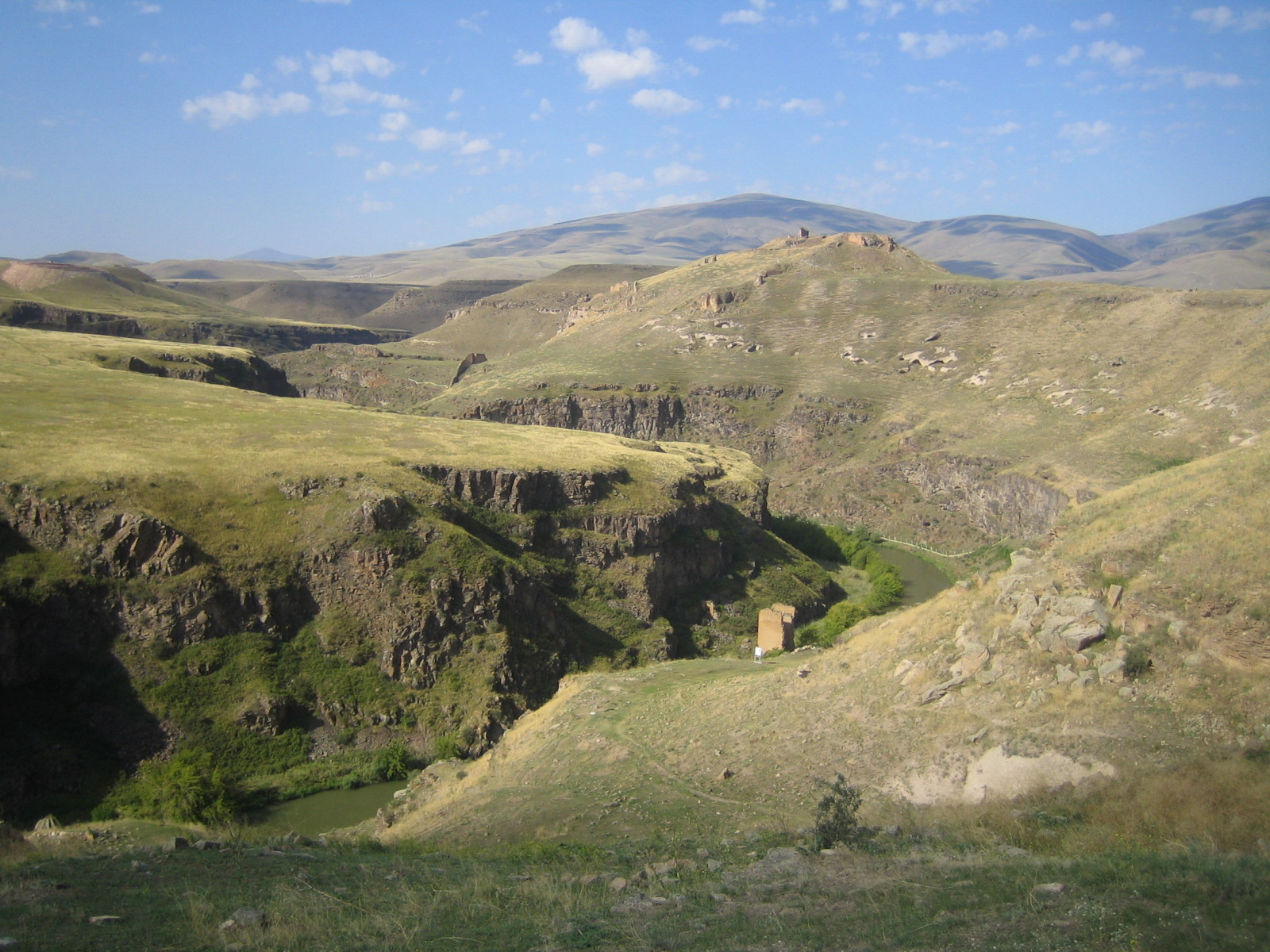
Confine vicino Ani
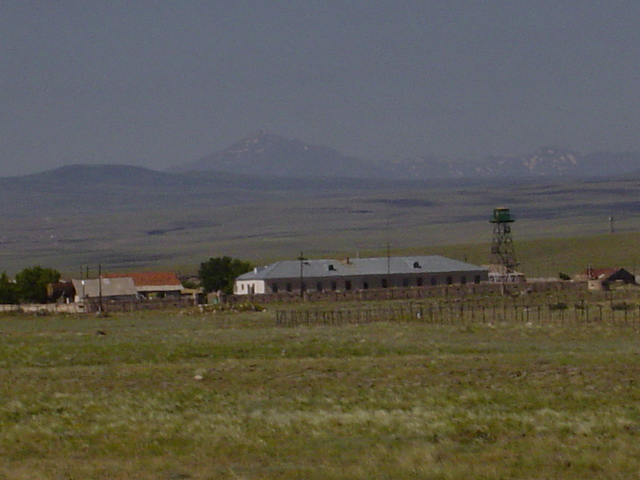
Posto di frontiera armeno